# Präbichl
Der Präbichl (früher auch Prebichl) ist ein Gebirgspass (1226 m ü. A.) im Bezirk Leoben in der Obersteiermark.

## Lage und Verkehr

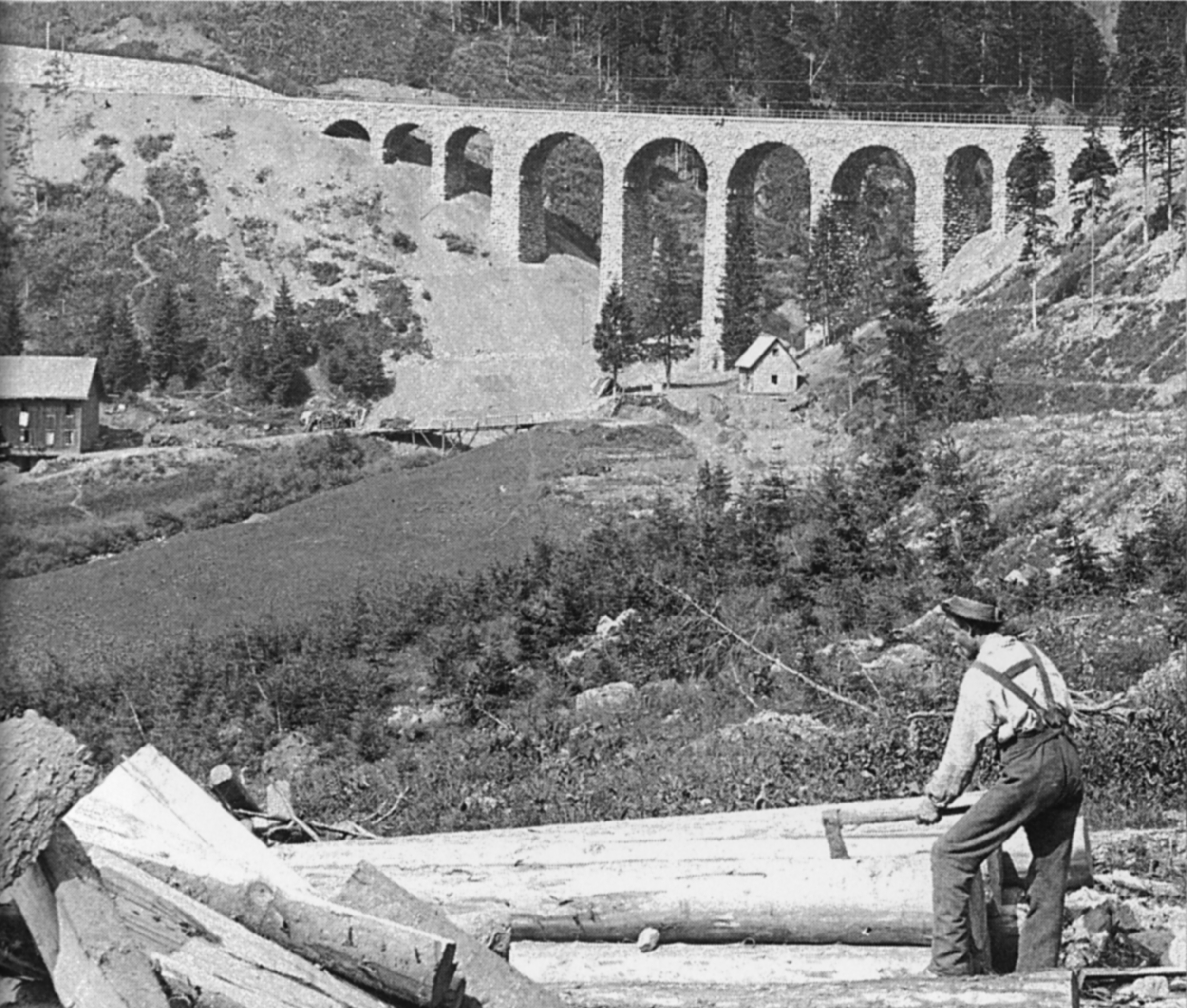
Weiritzgrabenviadukt, 1912

Der Präbichl trennt die Eisenerzer Alpen (Eisenerzer Reichenstein, 2165 m ü. A.) vom Hochschwab (Polster, 1910 m ü. A.). Der Pass verbindet das Erzbachtal im Norden mit dem Vordernbergertal im Süden und damit die Gemeinden Eisenerz und Vordernberg. Die Passhöhe selbst mit der Rotte Präbichl ist Teil der Gemeinde Vordernberg.
Durch beide Täler verläuft die Eisenstraße (B115), deren Nordrampe wegen des vorrückenden Erzberg-Abbaus in den 1970ern neu trassiert wurde. Von der alten Straße, die eine Steigung von bis zu 24 % aufwies und möglicherweise schon in der Bronzezeit, aber nachweislich im Mittelalter benutzt wurde, ist nur mehr das obere Drittel als Forstweg vorhanden; der untere Abschnitt wurde mit Abraummaterial vom Erzberg zugeschüttet.
Über den Pass führt auch die Erzbergbahn, die früher den Erzberg mit dem Hüttenwerk in Leoben-Donawitz verband. Diese Strecke wird heute als Museumsbahn betrieben.
Von der Passhöhe bietet sich ein schöner Blick auf die umgebende Bergwelt, von der nördlichen Zufahrtsrampe zusätzlich auf die markanten Abbaustufen des Erzbergs.

## Geschichte

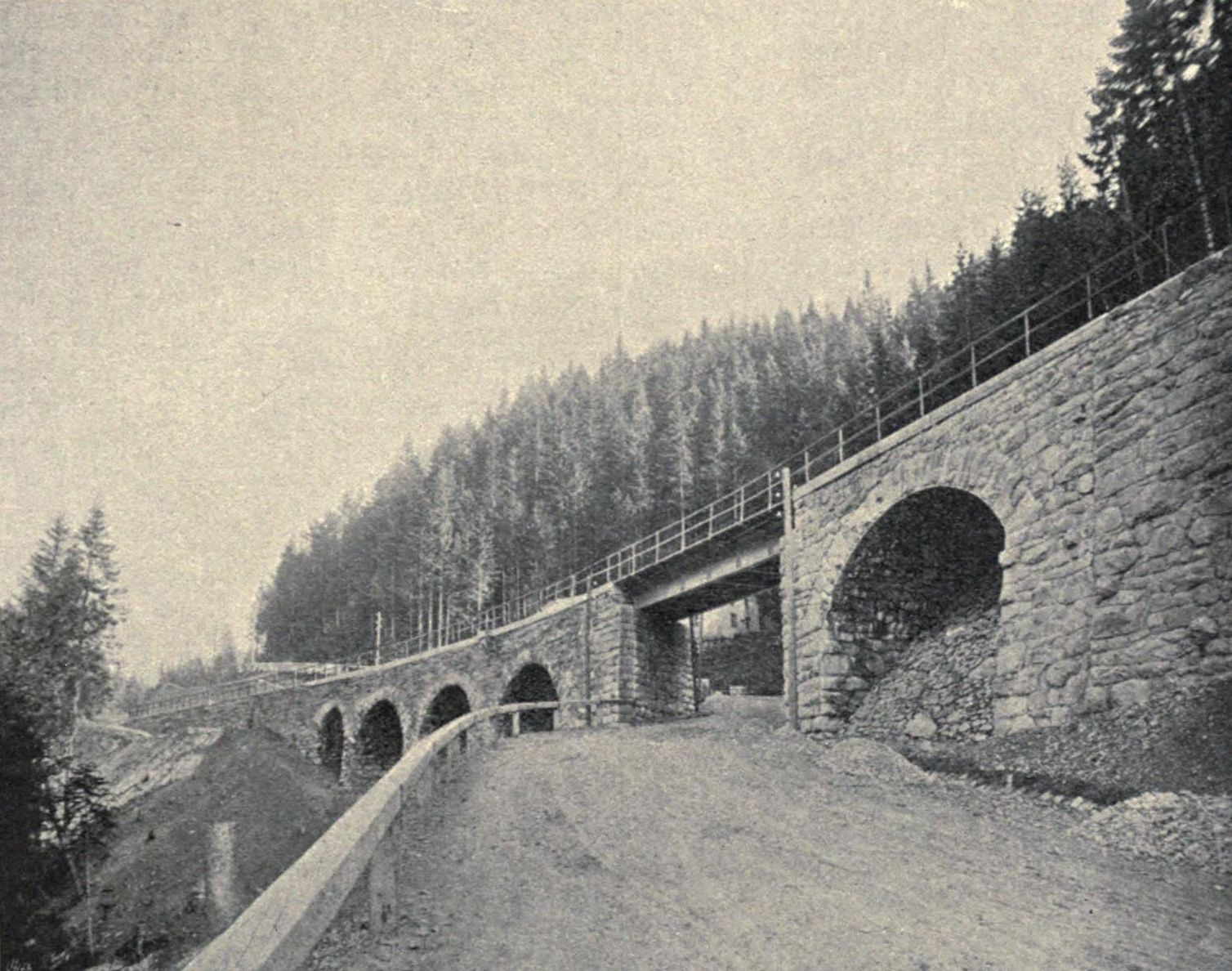
Alte Passstraße beim Weinzettelgraben-Viadukt der Erzbergbahn

Der Passübergang wurde möglicherweise schon in der Bronzezeit benützt, mit Sicherheit aber als Saumweg seit dem Beginn des Erzabbaus.
Das früheste Schriftzeugnis ist von 1314 und lautet „mons Prepuhel“. Der Name geht auf slowenisch prepuch (windige, exponierte Stelle) zurück. Der Name wurde fälschlicherweise zu Bichl dissimiliert.
Mit dem Bau der Erzbergbahn wurde der Erztransport auf die Schiene verlagert.
Kurz vor Ende des Zweiten Weltkriegs 1945 wurden am Präbichl über 200 ungarische Juden während eines Todesmarsches durch Mitglieder des Eisenerzer Volkssturms erschossen. 1946 wurden zehn Männer für diese Verbrechen von britischen Militärgerichten in den drei Eisenerz-Prozessen zum Tode verurteilt. Ein Mahnmal auf der Passhöhe erinnert heute an die Opfer.
Nach dem Zweiten Weltkrieg entstand ein kleines, aber an Wochenenden stark frequentiertes Schigebiet, welches in erster Linie von der Bevölkerung der umliegenden Gemeinden genutzt wurde. Mit der Modernisierung der Liftanlagen 1998 hat sich schrittweise der Tourismus entwickelt.

## Wirtschaft

### Windkraftanlage Präbichl
Januar 2001 wurde hier eine Windkraftanlage errichtet, ein Turm mit 50 m Nabenhöhe und einer Enercon E40-Turbine mit 600 kW Nennleistung und 44 m Rotordurchmesser. Es war – nach der Anlage Almwind – das erste größere Windrad der Steiermark. Es wird von der Elektrotankstelle Rudolf Schartner betrieben.
Das nahe befindliche Umspannwerk Präbichl von etwa 1921 steht unter Denkmalschutz.
Die östliche Eisenerzer Talseite oberhalb ist im Entwicklungsprogramm für den Sachbereich Windenergie (Sapro Windenergie) 2013 im Ausmaß von 1,9 km² als Eignungszone zu weiterem Ausbau ausgewiesen. Sie erstreckt sich mit etwa 0,2 km über 700 bis etwa 1600 m Höhe.

## Tourismus
Der Präbichl ist für Bergwanderer Ausgangspunkt für den Höhenweg der Eisenerzer Alpen nach Westen und die Hochschwabüberquerung nach Osten, er liegt weiters am Nord-Süd-Weitwanderweg. Zugleich sind die beiden Talorte auch Mitglieder der Österreichischen Eisenstraße; der Pass stellte früher in der Verarbeitungskette des Erzes vom Erzberg eine wichtige Verbindung dar. Neben dem Fremdenverkehr wird in diesem Gebiet auch Alm- und Forstwirtschaft betrieben.

### Ganzjahrestourismus
Mit der Errichtung eines Hochseilklettergartens, einer Mountaincart Strecke und einem E-Trial Parcours im Jahr 2019 und der bestehenden Tauchschule am Grüblsee bietet der Präbichl ganzjährig Attraktionen.

### Skigebiet Präbichl
Der Präbichl gehört zur Marktgemeinde Vordernberg und wird seit mehr als hundert Jahren als Wintersportort genutzt.

#### Geschichte
1948 wurde ein Einser-Sessellift auf den Polster errichtet, der die Gäste bis auf die Höhe von 1800 Metern brachte. Die Initiatoren waren Unternehmer und Private aus Leoben und Trofaiach. Der Lift war damals einer der ersten Sessellifte in der Steiermark. Ende der 1980er Jahre wurde der Lift modernisiert. Im Jahre 1988 brannte die Bergstation. Das Wasser zum Löschen wurde mangels Wasserleitung mit dem Lift in Kübeln antransportiert. Dadurch konnte der Schaden gering gehalten werden. Dieser Lift war einer der letzten Einser-Sessellifte in der Steiermark, welcher über Seitenschließbügel und Holzsitzflächen verfügte. Am 3. April 2016 wurde dieser Lift, der auch Polster-Classic genannt wurde, zum Leidwesen vieler Fans der Polsterpisten (Polsterrinne, Polster-Dreieck und Abfahrt über die Leobnerhütte) sowie vieler Bergwanderer von der Schiliftgesellschaft (deren Haupteigentümer die Marktgemeinde Vordernberg ist) vorübergehend eingestellt. In der Wintersaison 2022/23 wurde der, durch eine Spendenaktion modernisierte, 1er Sessellift wieder in Betrieb genommen. Die Talstation wurde neu gebaut, die Sessel mit Überkopfbügeln ausgestattet.

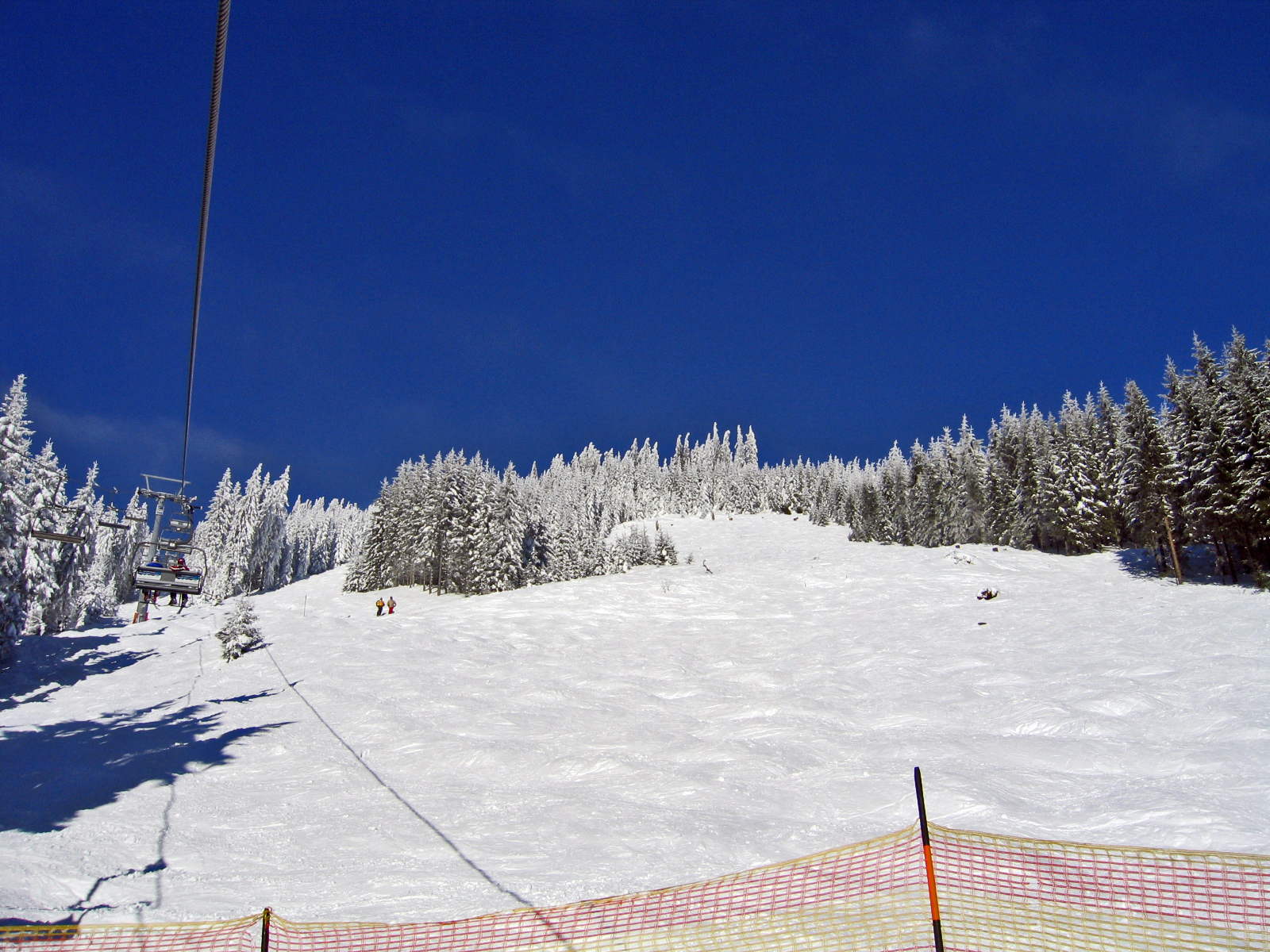
Schigebiet Präbichl

Bis 2012 bestand auch ein dieselbetriebener Schlepplift auf den Polster, der Polster-Basic genannt wurde. Auf der gegenüberliegenden Seite, im Grübl, waren ebenfalls zwei Schlepplifte in Betrieb. Diese wurden im Rahmen der Erneuerung des Schigebietes abgetragen.

#### Aktuell
Die Modernisierung des Schigebietes startete 1997 mit einer kuppelbaren Vierersesselbahn auf das Grübl. 1998 folgte eine zweite Vierersesselbahn auf den Polster bis zu einer Höhe von rund 1600 Meter. Nach dem Jahr 2000 wurde der Arenalift gebaut, um weniger geübten Schifahrern einen eigenen Schilift zur Verfügung zu stellen. Im Jahr 2007 wurde der Weidtallift übernommen und das Schigebiet somit Richtung Vordernberg erweitert. Durch laufende Modernisierung in die Beschneiungsanlagen sind alle Pisten im Schigebiet komplett mit Vorrichtungen zur Schneeerzeugung ausgestattet. In der Wintersaison 2022/23 erfolgte die Wiederinbetriebnahme des Einser-Sesselliftes für den Sommer und Winterbetrieb.
Derzeit gibt es Pisten und Schirouten mit einer Gesamtlänge von 20 km. Somit ist das Schigebiet das zweitgrößte in der Tourismusregion Hochsteiermark.